# تک‌گروه دی‌ان‌ای میتوکندریایی انسانی

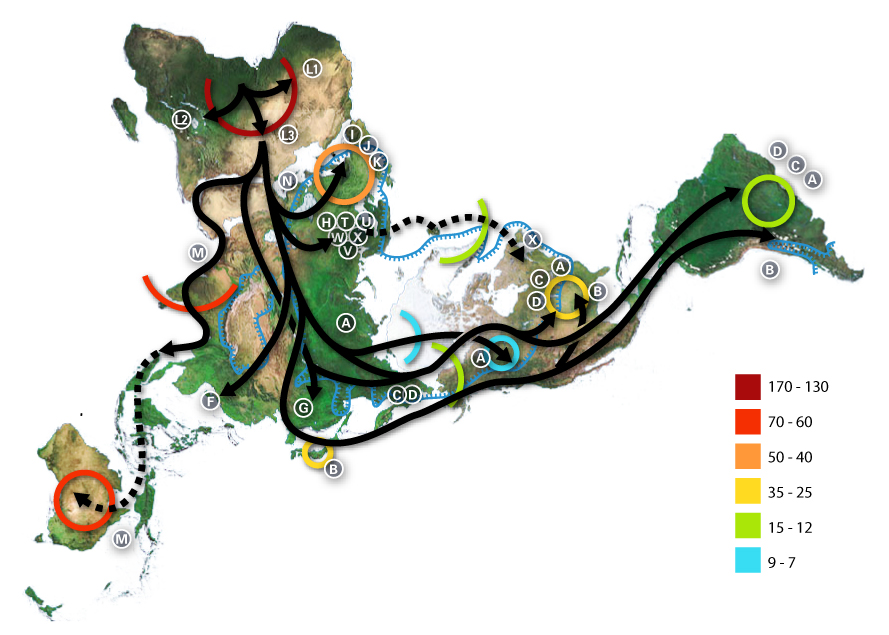
نقشهٔ فرضی مهاجرت‌های انسان، به مرکزیت قطب شمال. آفریقا که نقطهٔ آغاز مهاجرت بوده در سمت چپ بالا و آمریکای جنوبی در منتهی‌الیه راست قرار دارند. الگوهای مهاجرت مبتنی بر مطالعات دی‌ان‌ای میتوکندریایی (مادرتبار) هستند.

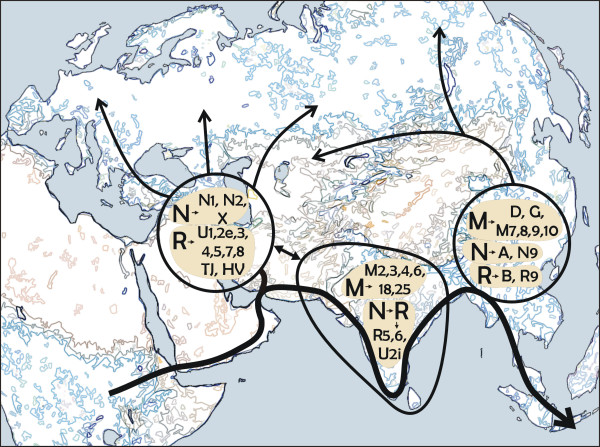
مسیرهای پیشنهادی مهاجرت از آفریقا بر اساس دی‌ان‌ای میتوکندریایی

در ژنتیک انسانی، یک تک‌گروه دی‌ان‌ای میتوکندریایی انسانی (انگلیسی: Human mitochondrial DNA haplogroup) تک‌گروهیست که بر اساس تفاوت‌ها در دی‌ان‌ای میتوکندریایی انسانی تعریف می‌شود. تک‌گروه‌ها به منظور نشان دادن نقاط انشعاب بر درخت پلیژنتیک میتوکندریایی به کار می‌روند. فهمیدن مسیر تکاملی اصل و نسب مؤنث به ژنتیک‌دانان جمعیتی کمک کرده رد میراث مادرتبارانهٔ انسان‌های مدرن را تا ریشه‌های انسانی در آفریقا و پراکندگی متعاقب آن در سراسر جهان بگیرند.